# Real Club Celta de Vigo 2019-2020
Questa voce raccoglie le informazioni riguardanti il Real Club Celta de Vigo nelle competizioni ufficiali della stagione 2019-2020.

## Maglie e sponsor
| Casa | Trasferta |

Sponsor ufficiale: Estrella Galicia
Fornitore tecnico: Adidas

## Organico

### Rosa
In corsivo i calciatori ceduti durante la stagione
| N. |                       | Ruolo | Calciatore            |
| -- | --------------------- | ----- | --------------------- |
| 1  | Spagna (bandiera)     | P     | Sergio Álvarez        |
| 2  | Spagna (bandiera)     | D     | Hugo Mallo (capitano) |
| 3  | Spagna (bandiera)     | A     | David Costas          |
| 3  | Spagna (bandiera)     | A     | Nolito                |
| 4  | Messico (bandiera)    | D     | Néstor Araujo         |
| 5  | Turchia (bandiera)    | C     | Okay Yokuşlu          |
| 6  | Spagna (bandiera)     | C     | Denis Suárez          |
| 7  | Spagna (bandiera)     | A     | Juan Hernández        |
| 8  | Spagna (bandiera)     | C     | Fran Beltrán          |
| 9  | Russia (bandiera)     | A     | Fëdor Smolov          |
| 10 | Spagna (bandiera)     | A     | Iago Aspas            |
| 11 | Danimarca (bandiera)  | C     | Pione Sisto           |
| 12 | Brasile (bandiera)    | C     | Rafinha               |
| 13 | Spagna (bandiera)     | P     | Rubén Blanco          |
| 14 | Slovacchia (bandiera) | C     | Stanislav Lobotka     |

| N. |                     | Ruolo | Calciatore               |
| -- | ------------------- | ----- | ------------------------ |
| 14 | Croazia (bandiera)  | C     | Filip Bradarić           |
| 15 | Uruguay (bandiera)  | D     | Lucas Olaza              |
| 16 | Spagna (bandiera)   | D     | Jorge Sáenz              |
| 17 | Spagna (bandiera)   | D     | David Juncà              |
| 18 | Ghana (bandiera)    | D     | Joseph Aidoo             |
| 19 | Uruguay (bandiera)  | A     | Gabriel Matías Fernández |
| 20 | Spagna (bandiera)   | D     | Kevin Vázquez            |
| 21 | Colombia (bandiera) | D     | Jeison Murillo           |
| 22 | Spagna (bandiera)   | A     | Santi Mina               |
| 23 | Spagna (bandiera)   | C     | Brais Méndez             |
| 24 | Spagna (bandiera)   | C     | Pape Cheikh              |
| 25 | Spagna (bandiera)   | P     | Iván Villar              |
| 28 | Spagna (bandiera)   | C     | Sergio Bermejo           |
| 29 | Spagna (bandiera)   | A     | Jacobo González          |
| 36 | Spagna (bandiera)   | A     | Iker Losada              |

## Calciomercato

### Sessione estiva
| Acquisti         | Acquisti                 | Acquisti        | Acquisti                    |
| R.               | Nome                     | da              | Modalità                    |
| ---------------- | ------------------------ | --------------- | --------------------------- |
| C                | Denis Suárez             | Barcellona      | definitivo (12,9 milioni €) |
| D                | Joseph Aidoo             | Genk            | definitivo (8 milioni €)    |
| C                | Raphinha                 | Barcellona      | prestito (1,5 milioni €)    |
| C                | Pape Cheikh Diop         | Olympique Lione | prestito (500 mila €)       |
| A                | Santi Mina               | Valencia        | gratuito                    |
| C                | Nolito                   | Siviglia        | gratuito                    |
| D                | Jorge Sáenz              | Valencia        | prestito                    |
| Altre operazioni |                          |                 |                             |
| R.               | Nome                     | a               | Modalità                    |
| A                | Gabriel Matías Fernández | Peñarol         | fine prestito               |
| D                | Facundo Roncaglia        | Valencia        | fine prestito               |
| A                | Claudio Beauvue          | Caen            | fine prestito               |
| A                | Dennis Eckert            | Excelsior       | fine prestito               |
| A                | Juan Hernández García    | Cadice          | fine prestito               |
| D                | Robert Mazan             | Venezia         | fine prestito               |

| Cessioni         | Cessioni             | Cessioni      | Cessioni                    |
| R.               | Nome                 | a             | Modalità                    |
| ---------------- | -------------------- | ------------- | --------------------------- |
| A                | Maxi Gómez           | Valencia      | definitivo (14,5 milioni €) |
| C                | Mathias Jensen       | Brentford     | definitivo (3,8 milioni €)  |
| C                | Andrew Hjulsager     | Ostenda       | definitivo (500 mila €)     |
| D                | Facundo Roncaglia    | Osasuna       | definitivo (250 mila €)     |
| A                | Emre Mor             | Galatasaray   | prestito (190 mila €)       |
| C                | Nemanja Radoja       | Levante       | gratuito                    |
| D                | Gustavo Cabral       | Pachuca       | gratuito                    |
| A                | Dennis Eckert        | Ingolstadt 04 | gratuito                    |
| C                | Jozabed Sánchez Ruiz | Girona        | prestito                    |
| D                | Robert Mazan         | Tenerife      | prestito                    |
| Altre operazioni |                      |               |                             |
| R.               | Nome                 | da            | Modalità                    |
| D                | Wesley Hoedt         | Southampton   | fine prestito               |
| A                | Sofiane Boufal       | Southampton   | fine prestito               |
| C                | Ryad Boudebouz       | Betis         | fine prestito               |

#### Sessione invernale
| Acquisti         | Acquisti       | Acquisti        | Acquisti               |
| R.               | Nome           | da              | Modalità               |
| ---------------- | -------------- | --------------- | ---------------------- |
| D                | Jeison Murillo | Sampdoria       | prestito (1 milione €) |
| A                | Fëdor Smolov   | Lokomotiv Mosca | prestito (700 mila €)  |
| C                | Filip Bradaric | Cagliari        | prestito               |
| Altre operazioni |                |                 |                        |
| R.               | Nome           | a               | Modalità               |
| A                | Emre Mor       | Galatasaray     | fine prestito          |

| Cessioni | Cessioni          | Cessioni            | Cessioni                  |
| R.       | Nome              | a                   | Modalità                  |
| -------- | ----------------- | ------------------- | ------------------------- |
| C        | Stanislav Lobotka | Napoli              | definitivo (21 milioni €) |
| A        | Emre Mor          | Olympiacos          | prestito (410 mila €)     |
| A        | Claudio Beauvue   | Deportivo La Coruña | gratuito                  |
| D        | David Costas      | Almería             | prestito                  |